# Félix Balyu
Félix Balyu, född 5 augusti 1891 i Brygge, död 15 januari 1971, var en belgisk fotbollsspelare.
Balyu blev olympisk guldmedaljör i fotboll vid sommarspelen 1920 i Antwerpen.